# Stenogobius hoesei
Stenogobius hoesei es una especie de pez de la familia de los Gobiidae en el orden de los Perciformes.

## Morfología
Los machos pueden llegar a alcanzar los 6,1 cm de longitud total.

## Hábitat
Es un pez de Agua dulce, de clima tropical y demersal.

## Distribución geográfica
Se encuentra en Oceanía: Islas Salomón, Islas del Almirantazgo y el Archipiélago Bismarck.

## Observaciones
Es inofensivo para los humanos.